# Basileios Boioannes
Basileios III, genoemd Boioannes (Βασίλειος Βοϊωάννης) in het Oudgrieks en Bugiano in het Italiaans was het  Byzantijnse katapanaat van Italië (1017 - 1027) en een van de bekwaamste Byzantijnse  generaals van zijn tijd. Zijn prestaties stelden het Byzantijnse Rijk in staat om zich na eeuwen van verval te herstellen als een belangrijke kracht in Zuid-Italië. Toch zouden de Normandische avonturiers die door dit conflict in de machtsstructuren  van de Mezzogiorno werden geïntroduceerd uiteindelijk aan het langste eind trekken. 

## Leven
Na zijn benoeming in december 1017 door de Byzantijnse keizer Basileios II Boulgaroktonos vroeg hij onmiddellijk versterkingen van Constantinopel om de opstand van de Longobardische generaal Melus van Bari en zijn Normandische huurlingen onder leiding van Gilbert Buatère. Dit verzoek werd ingewilligd: er werd een detachement van de elite Varangiaanse garde gezonden. De twee strijdkrachten ontmoetten elkaar aan de rivier de Ofanto nabij Cannae, de plaats van Hannibals overwinning op de Romeinen in 216 v.Chr. In de tweede slag bij Cannae boekte Boioannes een beslissende overwinning.

## Voetnoten
1. ↑  (en)  Catherine Holmes, University College, Oxford - Romeinse keizers DIR Basil II
2. ↑  (fr)  Chalandon, Ferdinand. Histoire de la domination normande en Italie et en Sicile. Parijs, 1907